# Escuelas Públicas de Detroit

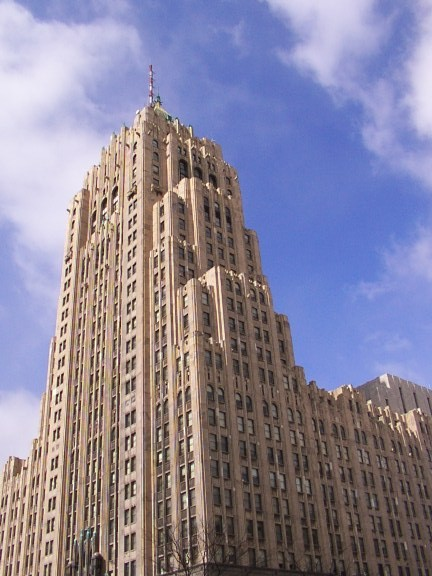
El Fisher Building, la sede de las Escuelas Públicas de Detroit, en New Center.

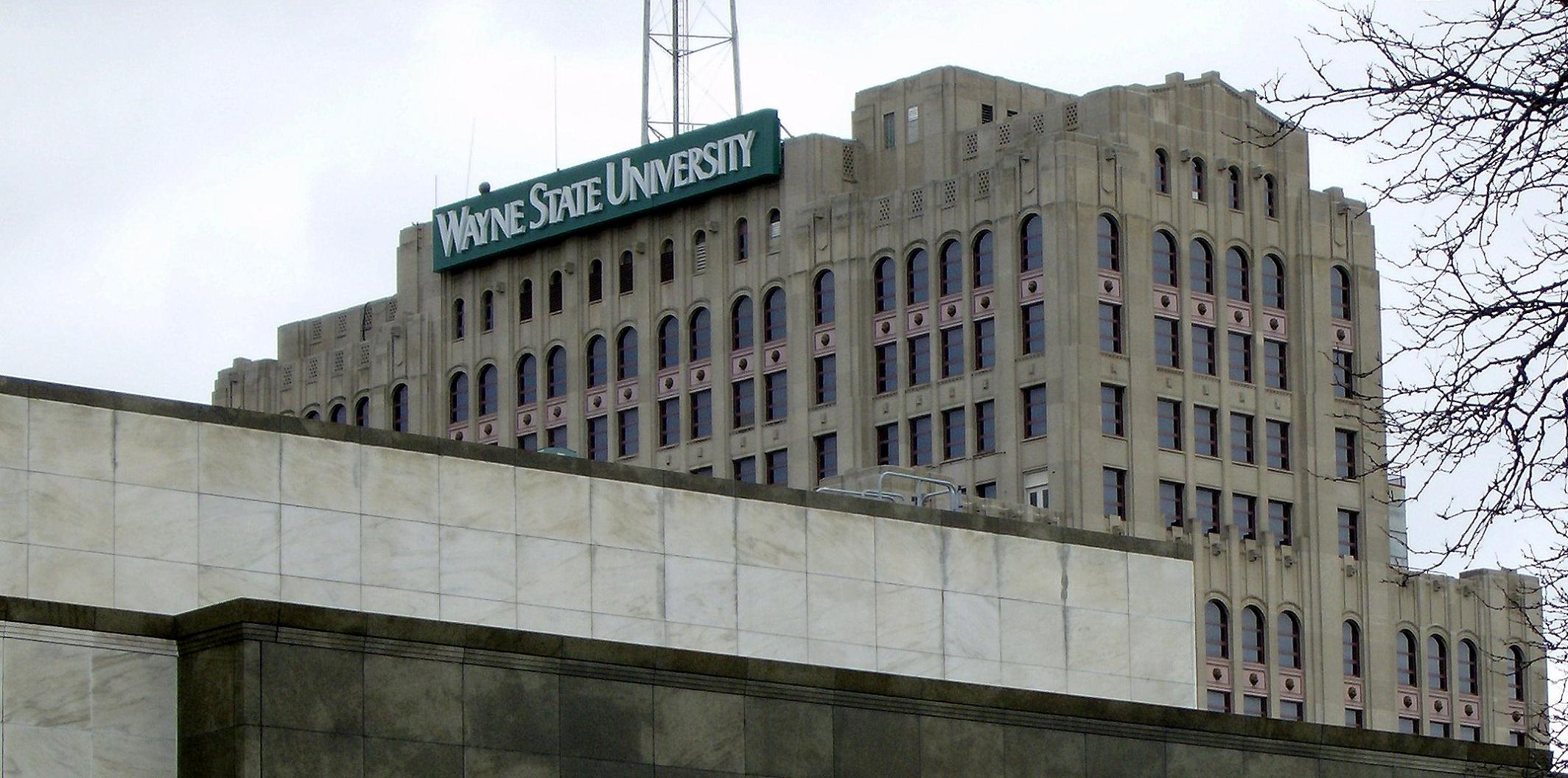
El Maccabees Building (EN), la antigua sede.

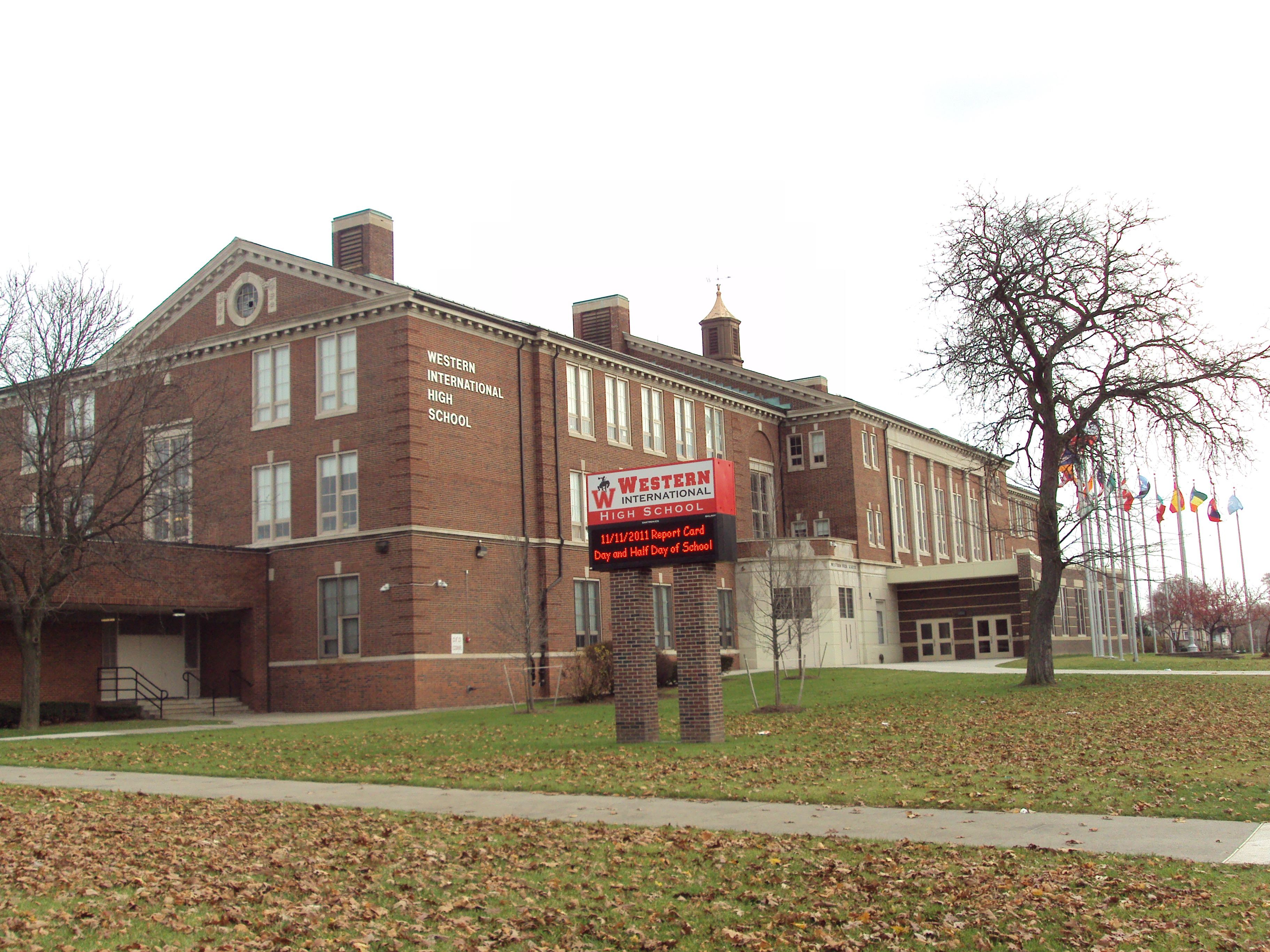
Escuela Secundaria Western International, una preparatoria en el suroeste de Detroit.

Las Escuelas Públicas de Detroit (Detroit Public Schools en inglés) es el distrito escolar en Míchigan, Estados Unidos. El distrito gestiona escuelas en la Ciudad de Detroit. Tiene su sede en el Fisher Building (Q, "Edificio Fisher") en New Center (Q), Detroit. También sirve los estudiantes en escuela preparatoria (high school) de Highland Park, porque la preparatoria de Higland Park Schools, Highland Park Community High School (EN), ha cerrado en 2015.

## Escuelas

### Escuelas preparatorias (high schools)
Escuelas del barrio:
- Central High School (EN)
- Frank Cody High School (EN)
- Denby Technical & Preparatory High School (EN)
- East English Village High School (EN)
- Henry Ford High School (EN)
- Martin Luther King High School (EN)
- Mumford High School
- Northwestern High School
- Osborn High School
- Pershing High School
- Southeastern High School
- Escuela Secundaria Western International

Escuelas alternativas:
- Barsamian Preparatory Center
- Cass Technical High School (EN)
- Communication & Media Arts High School (EN)
- Crosman Alternative High School
- Davis Aerospace High School
- Detroit City High School
- Detroit High School for Technology
- Detroit School of Arts (EN)
- Detroit International Academy for Young Women (EN)
- Douglass Academy for Young Men (EN)
- Millennium School
- Renaissance High School (EN)
- Trombly Alternative High School
- West Side Academy Alternative Education

Antiguas escuelas:
- Chadsey High School
- Cooley High School
- Finney High School
- Kettering High School
- MacKenzie High School
- Murray-Wright High School
- Northern High School
- Redford High School
- Southwestern High School